# 雍忠诚
雍忠诚（1944年—），男，陕西华县人，中华人民共和国政治人物，曾任江西省政协副主席，第九届全国人大代表。